# Torsten Forslöw
Erik Torsten Forslöw, född 3 juni 1921 i Gävle Heliga Trefaldighets församling, Gävleborgs län, död 7 juni 2002 i Sollentuna församling, Stockholms län, var en svensk tenorsångare.
Forslöw var utbildad hos Ragnar Hultén.

## Biografi
Torsten Forslöw fick i slutet av 1940-talet kontakt med dirigenten Eric Ericson som erbjöd en pats i den då nystartade Kammarkören. Forslöw var från 1952 och tre decennier framåt med i Radiokören. Under 1960-talet framträdde han ofta som solist tillsammans med kören. Under 1950- och 1960-talet medverkade han ofta också i Orphei Drängar (OD). Forslöw var under hela den aktiva karriären en flitigt anlitad romans- och oratoriesångare och gjorde ett flertal egna soloinspelningar för Sveriges Radio samt grammofoninspelningar bl. a. för skivmärket Sirius som ägdes av Svenska Missionsförbundet. Bland andra musiker som Forslöw hade betydelsefullt samarbete med kan nämnas Gunnar Holm, Gunno Södersten, Rune Franzén och Herbert Blomstedt.